# Grote spinnende watertor
De grote spinnende watertor (Hydrophilus piceus) is een kever uit de familie van de spinnende waterkevers (Hydrophilidae). De kever wordt tot bijna 5 centimeter lang en is een van de grootste in het water levende kevers van België en Nederland.
Het gestroomlijnde ovale lichaam is glanzend zwart met een groene gloed. De poten zijn zwart maar doen bruin aan doordat ze een oranjebruine beharing dragen. De beharing zorgt voor een sterke verbreding van de poot die hierdoor een roeispaanachtige vorm krijgt. Tijdens het zwemmen beweegt hij de achterpoten afwisselend, waardoor een zwemmende kever een schommelende gang krijgt.
De grote spinnende watertor komt in stilstaand permanent plantenrijk water voor in geheel Europa, inclusief België en Nederland. De eieren worden gelegd in een door het vrouwtje gesponnen waterdicht nestkamertje onder water waaraan de kever de naam spinnende watertor dankt. Het menu van de dieren verschilt per levensstadium. De larve voedt zich met alle diertjes die hij in zijn bek kan krijgen waaronder zelfs kleine salamanders en kikkers. De volwassen kever is een planteneter.
De ademhaling van de kever is sterk gespecialiseerd: de antennes kunnen als 'snorkel' gebruikt worden, zodat het dier kan ademen terwijl het lichaam onder water blijft.

## Naam

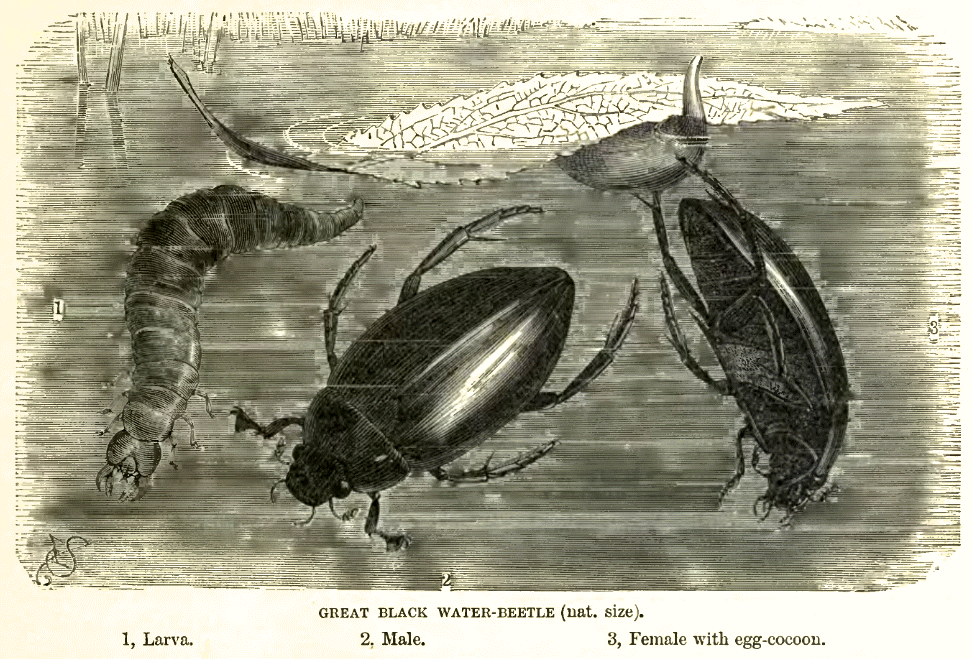
Verschillende stadia van de spinnende watertor, tekening uit The Royal Natural History, Volume 6 door Richard Lydekker, 1879

### Wetenschappelijke naam
De wetenschappelijke naam van de grote spinnende watertor werd in 1758 door Carl Linnaeus als Dytiscus piceus gepubliceerd in de tiende editie van Systema naturae. De soortaanduiding piceus is Latijn voor 'van pek' of 'pikzwart'. Voor het geslacht Hydrophilus is ook de naam Hydrous in zwang geweest, waardoor de soort in de literatuur ook onder de naam Hydrous piceus wordt genoemd.

### Synoniemen
- Hydrophilus ruficornis De Geer, 1774
- Hydrophilus viridicollis Redtenbacher, 1844
- Hydrophilus niger Eichler, 1876
- Hydrophilus angustior Rey, 1885
- Stethoxus plicifer Bedel, 1891
- Hydrous turkestanus Kuwert, 1893

### Triviale namen
De grote spinnende watertor wordt ook wel 'spinnende waterkever' genoemd en heeft daarnaast verschillende andere Nederlandstalige namen. Voorbeelden zijn 'spinnende waterkever', 'spinnende watertor', 'zwarte spinnende watertor', 'zwarte waterkever', 'grote spinnende waterkever', 'zwarte spinnende waterkever', 'pikzwarte waterkever', 'pikzwarte watertor', 'grote pikzwarte watertor', 'pikzwarte spinnende waterkever', 'pekzwarte waterkever' en 'pekzwarte watertor'. De naam 'spinnende watertor' slaat op de gewoonte van de vrouwtjes om spinsel te gebruiken bij het maken van het nest waarin de eieren worden afgezet.
In andere talen wordt verwezen naar de vorm van de antennes, zoals het Duitse Kolbenwasserkäfer dat 'kolfwaterkever' betekent. In de Engelse taal wordt de naam great silver water beetle gebruikt, dat 'grote zilveren waterkever' betekent. Deze naam slaat op de zilverachtige luchtbel aan de onderzijde van een kever die in het water verblijft.

## Indeling
In 1762 plaatste Étienne Louis Geoffroy de kever in het door hem gecreëerde geslacht Hydrophilus (spinnende watertorren). In 1775 hernoemde Linnaeus het geslacht Hydrophilus in Hydrous en onder die naam is dat geslacht lange tijd bekend gebleven. De hernoeming was echter onnodig, en Hydrous wordt nu beschouwd als een overbodige naam en als een junior synoniem van Hydrophilus.

## Verspreiding en habitat

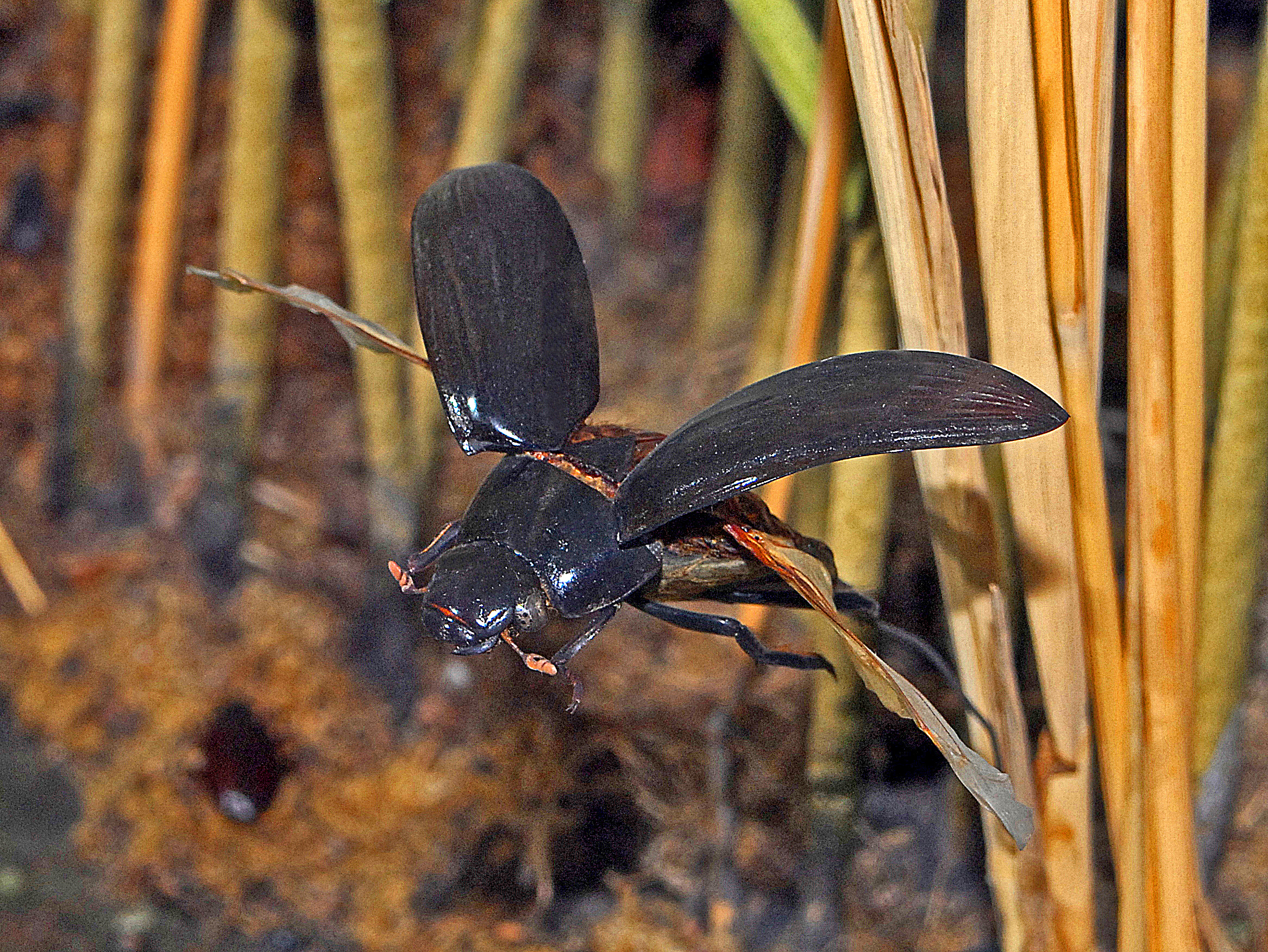
Een vliegende spinnende watertor, dit exemplaar is opgezet.

De grote spinnende watertor is een palearctische soort die voorkomt in grote delen van noordwestelijk en centraal Europa en delen van Azië. De soort is algemeen in westelijk en noordelijk Europa tot rond de Middellandse Zee op het Iberisch Schiereiland. Het verspreidingsgebied strekt zich via Turkije uit tot in Azië; ook in China komt de kever voor.

### Europa
In noordelijk Europa komt de kever voor in Rusland en in Scandinavië in de landen Denemarken, Finland, Noorwegen en Zweden. In westelijk Europa is de soort te vinden in België, Groot-Brittannië, Litouwen, Nederland, Oostenrijk, Polen, Roemenië, Slowakije, Tsjechië en Zwitserland. In oostelijk Europa beslaat het verspreidingsgebied de landen Bosnië en Herzegovina, Bulgarije, Hongarije, Joegoslavië, Kroatië, Noord-Macedonië, Oekraïne en Slovenië, in zuidelijk Europa Frankrijk, Griekenland, Italië en Spanje.

### Afrika, Arabië en Azië
Het verspreidingsgebied loopt via noordelijk Afrika en Arabië tot in de landen Libanon, Egypte, Israël, Syrië, Turkije. Recentelijk is de kever ook aangetroffen in Algerije. De spinnende watertor is ook bekend uit Azië: hij is vastgesteld in China en India, maar de soort is niet waargenomen in de tussenliggende landen.

### Nederland en België
In Nederland komen populaties van de grote spinnende watertor verspreid over het gehele land voor, vooral in het westen van het land. In België is de kever zeldzamer, een belangrijke populatie bevindt zich in de Bospolder, een natuurgebied bij de Ekerse Putten. In Nederland staat de kever te boek als algemeen, hoewel de soort in veel gebieden ontbreekt of zeldzaam is. De laatste jaren gaat het aantal kevers achteruit.
De grote spinnende watertor is zowel in Nederland als in België beschermd. De kever mag dus niet worden gevangen en in gevangenschap worden gehouden.

### Habitat
De habitat bestaat uit stilstaande tot langzaam stromende wateren met een dichte onderwatervegetatie. Ook in minder ontwikkelde wateren als grote plassen kan de kever worden aangetroffen. Er is enige tolerantie voor brak water en vervuiling. De kever kan tot een hoogte van 1000 meter boven zeeniveau worden aangetroffen.

## Uiterlijke kenmerken

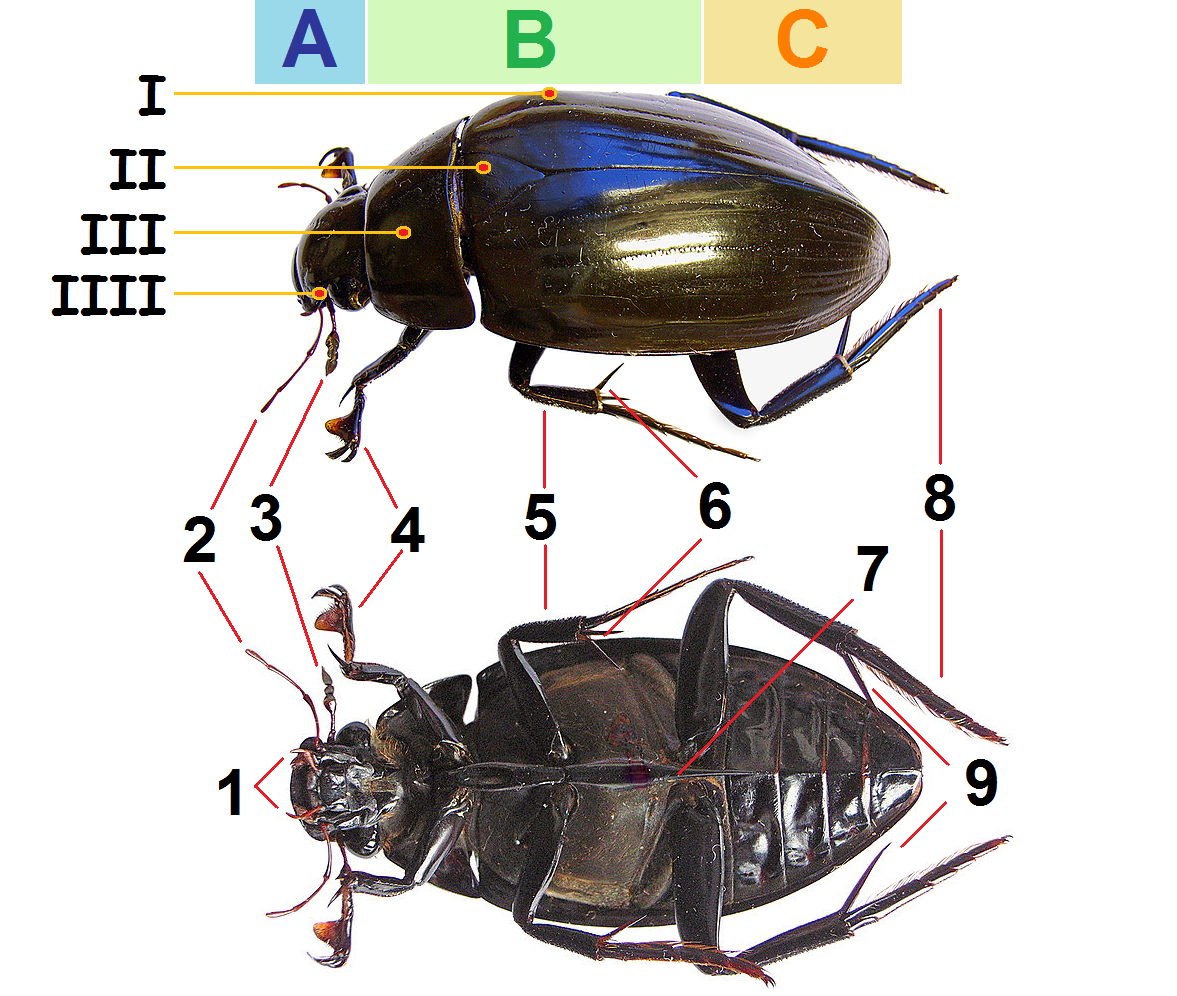
Belangrijkste lichaamsdelen van de spinnende watertor

De grote spinnende watertor is een van de grootste Europese kevers en kan een lengte bereiken van 34 tot 47 millimeter. De kleur van de bovenzijde van het lichaam is zwart met een zwartgroene, metaalachtige glans bij levende exemplaren, opgeprikte exemplaren hebben een diepzwarte kleur. De onderzijde is eveneens zwart, maar een groot deel wordt bedekt door een dichte maar fijne en korte beharing, setae genaamd. Onder water houden deze naar het lichaam gekromde haartjes lucht vast, waardoor de kever een zilverachtige buikzijde lijkt te hebben. De kever is van andere kevers te onderscheiden op basis van verschillende kenmerken: de genummerde delen in de afbeelding links worden hieronder besproken.
De grote spinnende watertor bestaat net als andere insecten uit een kop (A), een borststuk (B) en een achterlijf (C). De kop en met name het borststuk dragen verschillende uitsteeksels. De uitsteeksels aan de kop hebben een sensorische en digestieve functie: ze nemen prooien en vijanden waar en helpen het voedsel te verkleinen. De uitsteeksels aan het borststuk, die bestaan uit drie paar poten en twee paar vleugels, zorgen voor de voortbeweging.

### Kop
De kever heeft een aan de bovenzijde sterk gepantserde kop, met aan de voorzijde de cheliceren en de onderste kaaktasters (1). De voorzijde van de kop, de clypeus, is voorzien van cirkelvormige rijen kleine putjes. De bovenzijde van de kop wordt beschermd door het kopschild of vertex (IIII). De ogen zijn zwart en kraalachtig en vallen niet op, omdat ze enigszins verzonken zijn tussen het halsschild en het kopschild. Duidelijk zichtbaar zijn twee draadvormige, gelede uitsteeksels, die doen denken aan antennes maar in werkelijkheid de bovenste kaaktasters (2) zijn.
De werkelijke antennes (3) zijn kort en bij het gefotografeerde (dode) exemplaar goed te zien. Bij levende exemplaren echter zijn de antennes verborgen aan de onderzijde; ze spelen een belangrijke rol bij de ademhaling. Omdat de antennes onder water niet meer worden gebruikt als zintuiglijk orgaan, hebben de kaaktasters deze functie overgenomen. Als de kever uit het water is, worden de antennes wel gebruikt. Ze zijn breed maar zeer kort, en bruin tot roodgeel van kleur, wat afsteekt tegen de zwarte basiskleur.

### Borststuk

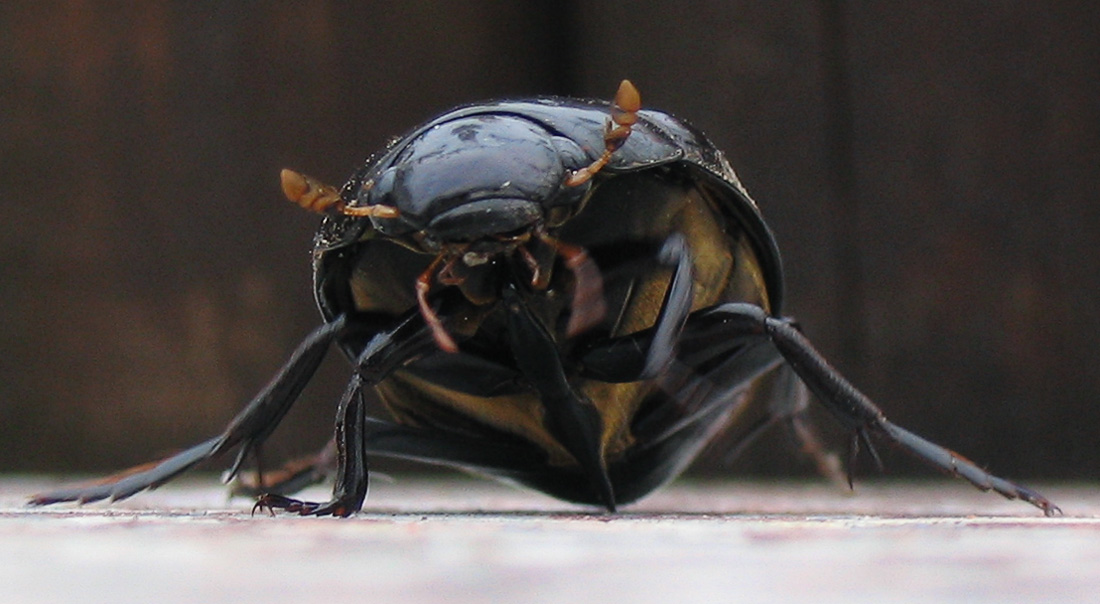
Vooraanzicht met duidelijk verdikte antennes (boven) en sprieterige kaaktasters (onder)

Aan de voorzijde van het borststuk is in het midden een kleine driehoekige plaat aanwezig die scutellum of schildje wordt genoemd (II). Het borststuk of de thorax wordt aan de bovenzijde beschermd door het halsschild (III). Het halsschild is aan de basis breder en wordt smaller aan de achterzijde. Net als alle kevers heeft de spinnende watertor twee paar vleugels die verbonden zijn met het borststuk. De zichtbare vleugels zijn de twee zwarte dekschilden of elytra (I) die het achterlijf bedekken. Ze zijn naar achteren toe smaller dan aan de voorzijde en hebben rijen smalle, witte haartjes, die moeilijk te zien zijn. De dekschilden vormen het voorste vleugelpaar; ze dienen om de achtervleugels te beschermen als de kever niet vliegt. De achtervleugels zijn kwetsbaar omdat ze dun en vliezig zijn; ze zijn doorzichtig en hebben een bruine vleugeladering. De achtervleugels zijn qua oppervlak iets groter dan de dekschilden en hebben ongeveer dezelfde vorm, maar zijn aan de basis duidelijk breder. In rust worden de achtervleugels opgevouwen onder de dekschilden. Als de kever zijn vleugels uitslaat, klapt hij de dekschilden uit, zodat ze dwars op het lichaam staan.
De voorpoten (4, aangegeven is de tarsus) dragen net als de middelste (5) en de achterste poten (8) een duidelijke stekel of spoor. De sporen zitten altijd tussen het tweede en derde pootsegment, dus op het gewricht tussen de tarsus of voet en de tibia of scheen. De sporen aan de voorpoot zijn het kleinst, die aan de middelste poten (6) zijn iets langer en die aan de achterpoten (9) zijn het langst. Zowel het middelste als het achterste pootpaar is sterk peddelachtig afgeplat. De tarsi aan het laatste segment van de poot dragen een rij dikke haren, die dienen om het pootoppervlak en zo het zwemvermogen te vergroten. Bij veel waterinsecten dragen ook de schenen dergelijke haren maar bij de spinnende watertor ontbreken deze.
De mannetjes zijn bij veel waterkevers eenvoudig van vrouwtjes te onderscheiden door de vergroeiingen aan de tarsus, de laatste segmenten van de voorpoten. Bij de grote spinnende watertor hebben de tarsen een duidelijk verbrede, haaientandachtige uitstulping, evenals twee verlengde klauwtjes. Met de aangepaste poten kan het mannetje een vrouwtje beter vasthouden tijdens de paring. Dergelijke aanpassingen komen ook voor bij andere in water levende kevers omdat het zwemmen de paargreep of amplexus bemoeilijkt.

### Achterlijf
De buikzijde is duidelijk gesegmenteerd en voorzien van een fijne beharing, setae genoemd. De buikzijde is duidelijk gekield en draagt een puntige, van de zijkant bezien mesvormige en naar achteren gerichte stekel (7). Hieraan is de kever te herkennen, zie ook onder afbeeldingen onderaan. De structuur speelt een rol om meer lucht mee te dragen, maar dient ook om vijanden als roofvissen af te weren.

Afbeeldingen: Details van verschillende lichaamsdelen
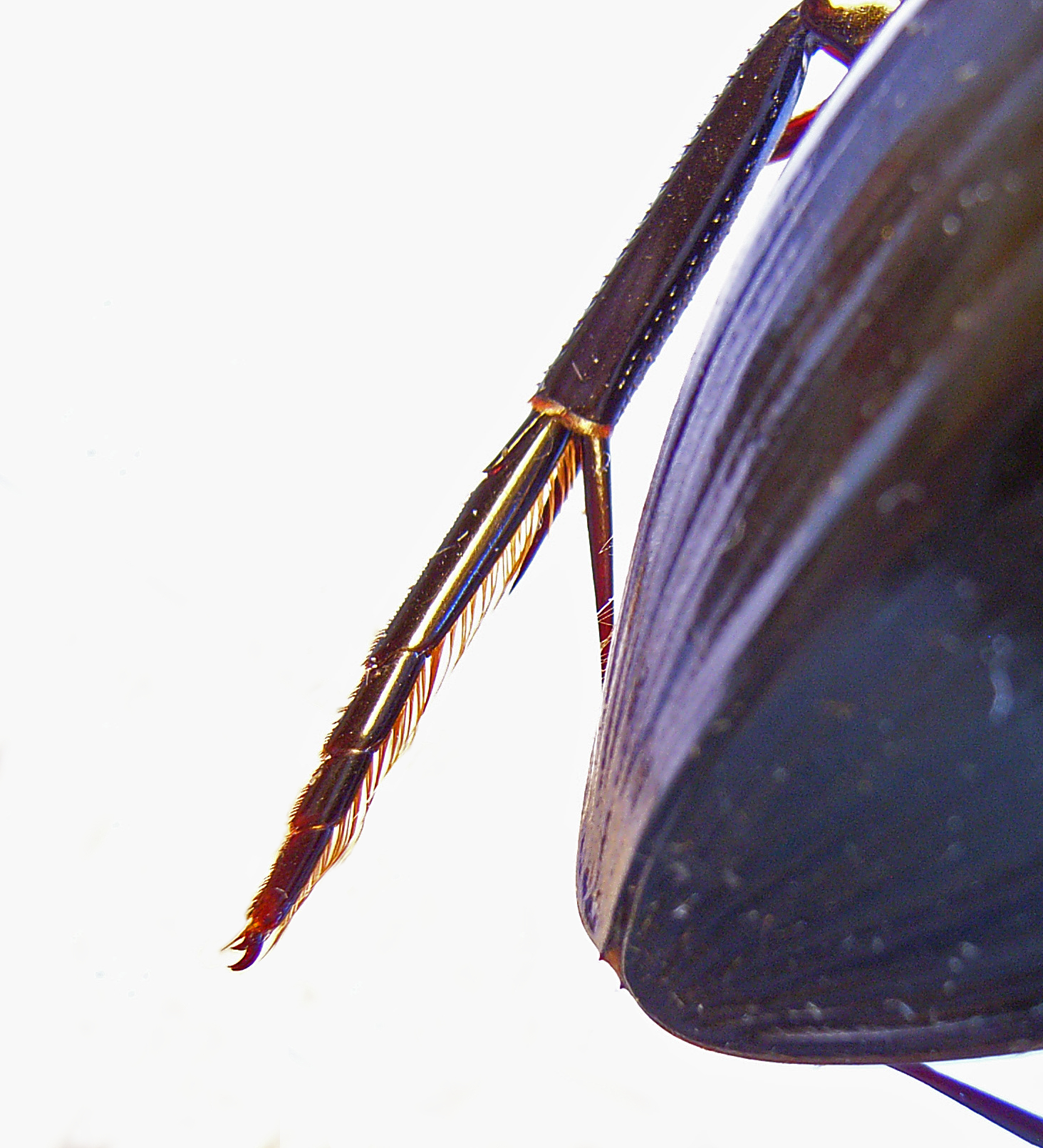
Deel van het dekschild en een achterpoot.
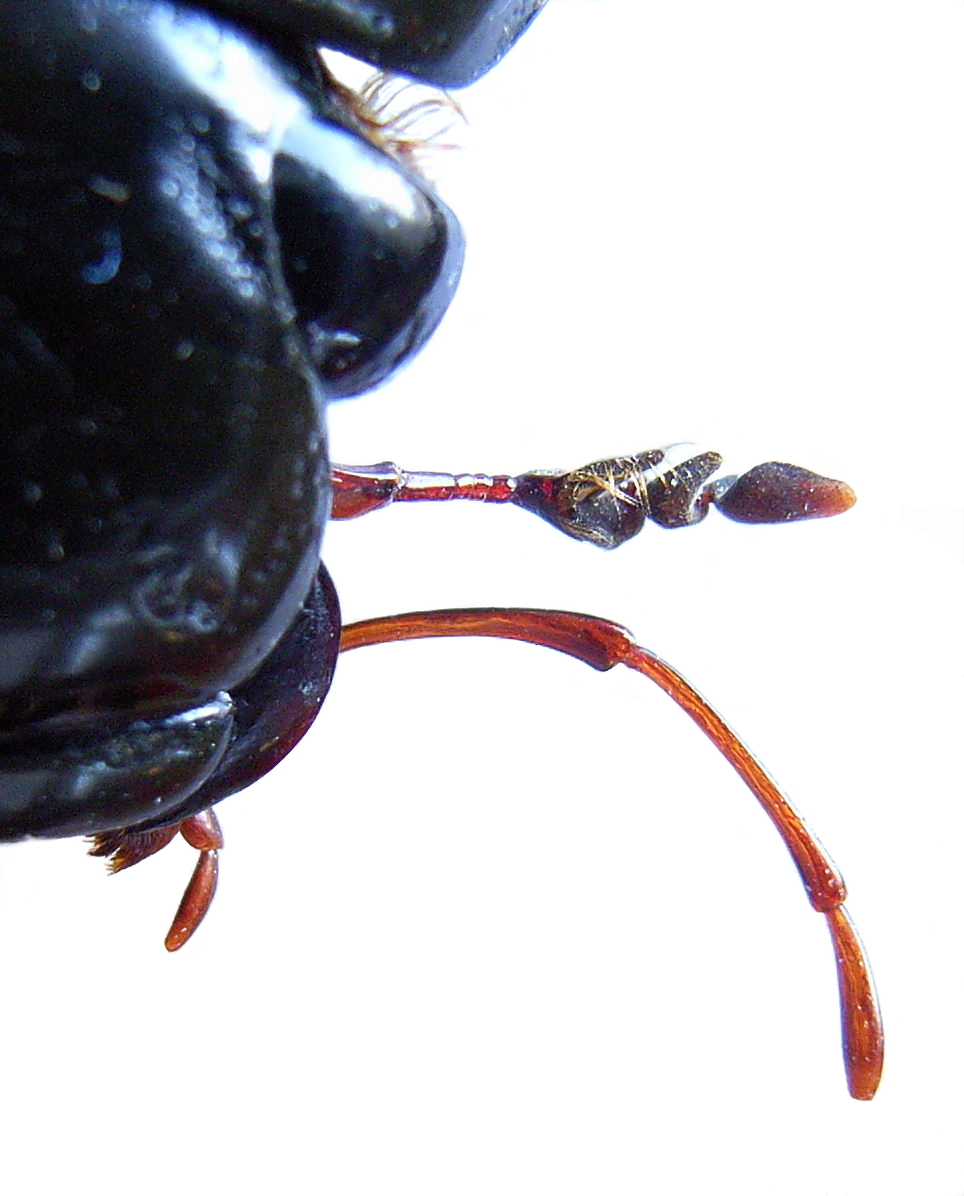
Kop met oog, antenne en kaaktaster.
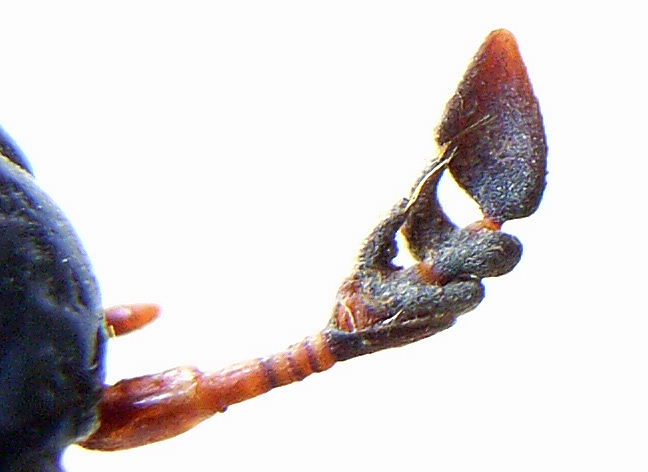
Antenne met afgeplat en behaard einde.
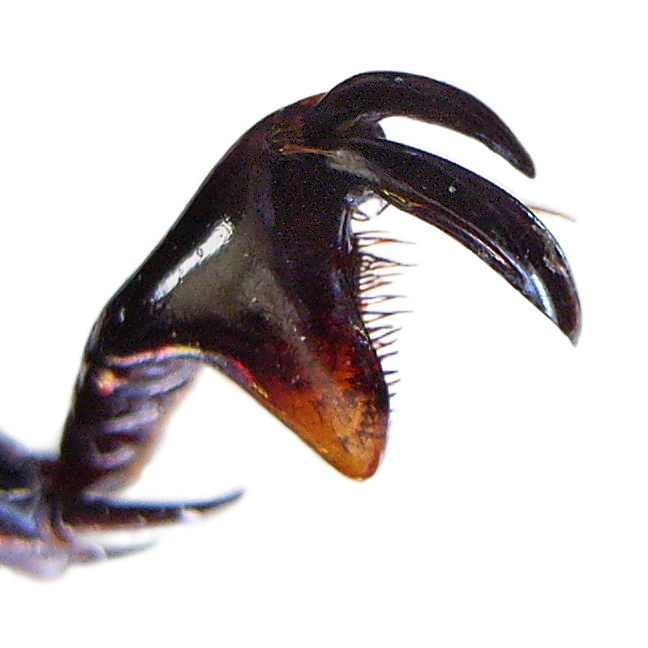
Tarsus of voet van een mannetje.
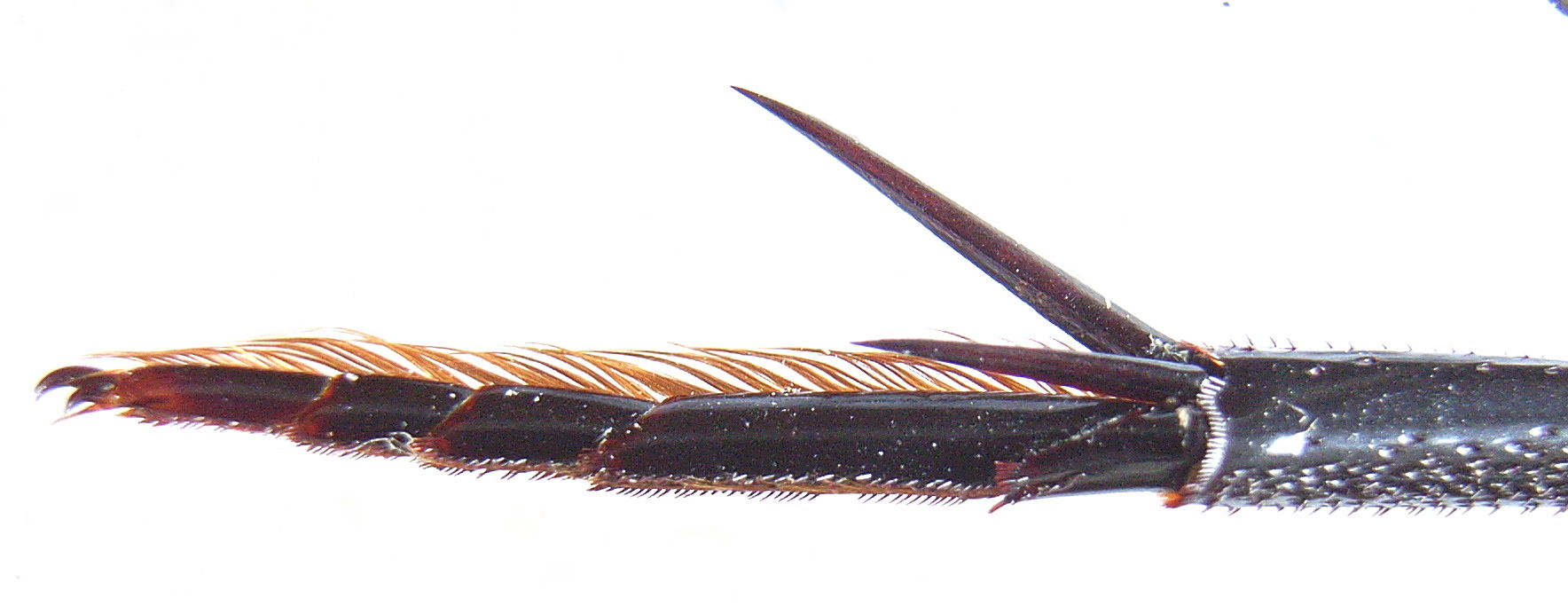
Achterpoot met zwemharen en sporen.
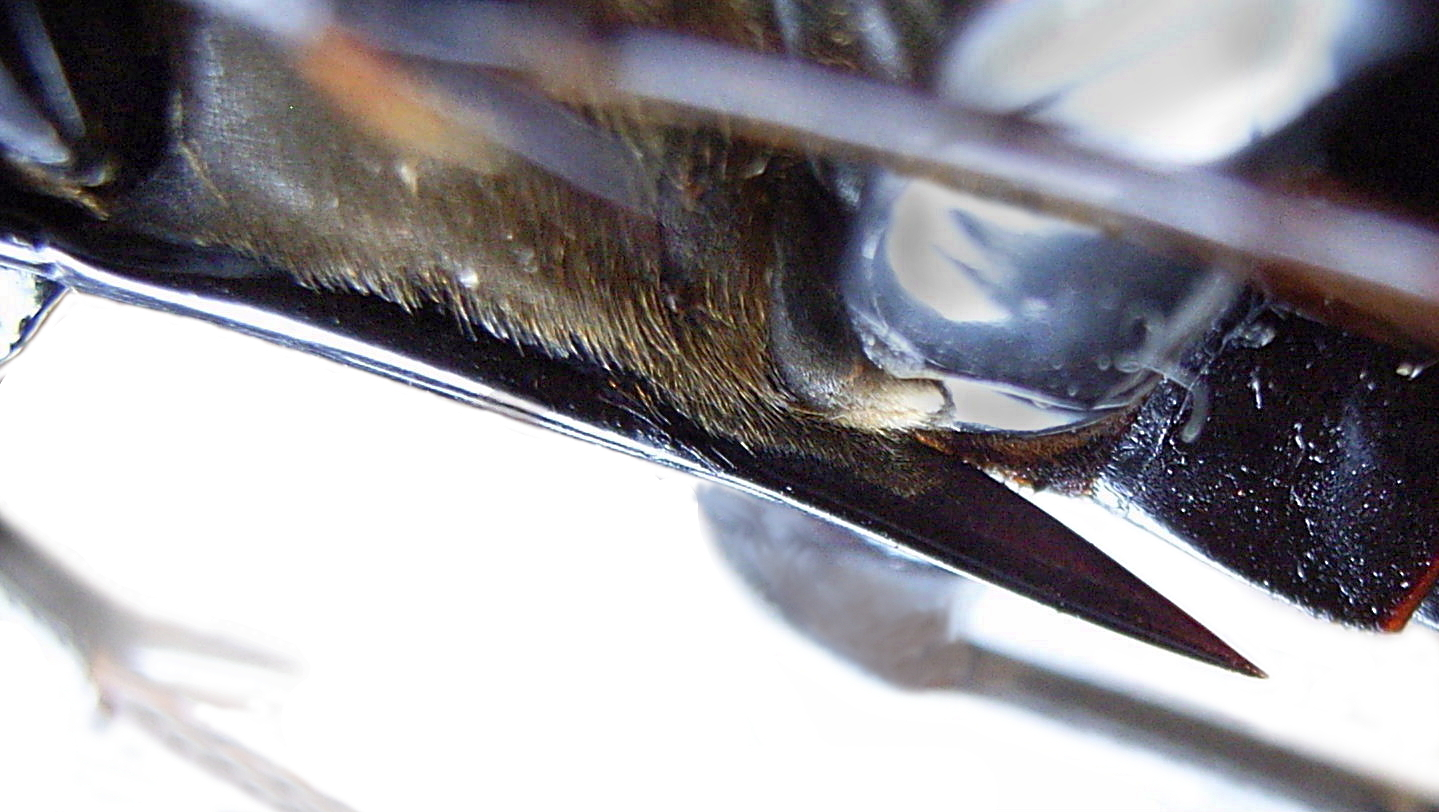
Stekel aan de buikzijde.

### Onderscheid met andere soorten

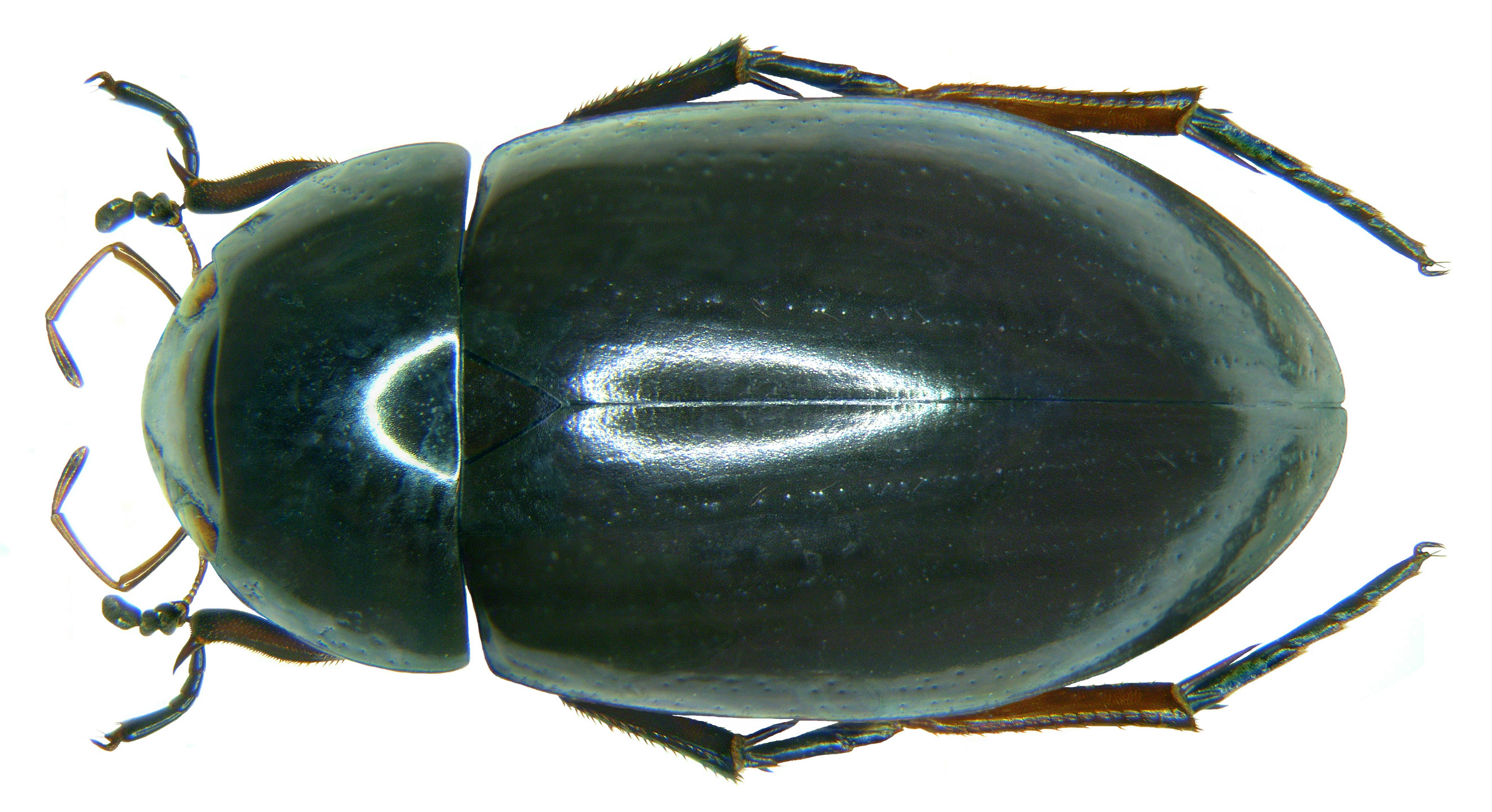
De kleine spinnende watertor wordt tot 9 mm lang.

De grote spinnende watertor is, behalve met andere Hydrophilus-soorten, met geen enkele andere kever te verwarren. Andere waterkevers zoals de soorten uit het geslacht Hydrobius zijn duidelijk kleiner en bovendien meer pilachtig van vorm. Een gelijkende soort is de spinnende watertor (Hydrophilus aterrimus) die met een lengte van 32 tot 43 millimeter kleiner blijft en een meer bronzen kleur heeft. De buikzijde is bij die soort meer gebold in plaats van gekield. De kleine spinnende watertor (Hydrochara caraboides) heeft een duidelijk afgerond achterlichaam en is hieraan eenvoudig te herkennen. Deze andere spinnende watertorren zijn echter minder algemeen. De gewone of oostelijke spinnende watertor is zelfs zeer zeldzaam.
Van de geelgerande watertorren zijn alle spinnende watertorren het eenvoudigst te onderscheiden doordat ze groter worden en nooit een gele rand aan het halsschild of de dekschilden hebben. De zwartbuikgeelgerande waterkever (Dytiscus semisulcatus) is heel donker van kleur maar alle gerande watertorren missen de stekel aan de buikzijde die de spinnende watertorren wel hebben en zijn hieraan te herkennen.
Ook kan de spinnende watertor met sommige waterwantsen worden verward, zoals de platte waterwants (Ilyocoris cimicoides), maar deze laatste soort is duidelijk platter en blijft kleiner, tot 16 mm.

## Levenswijze

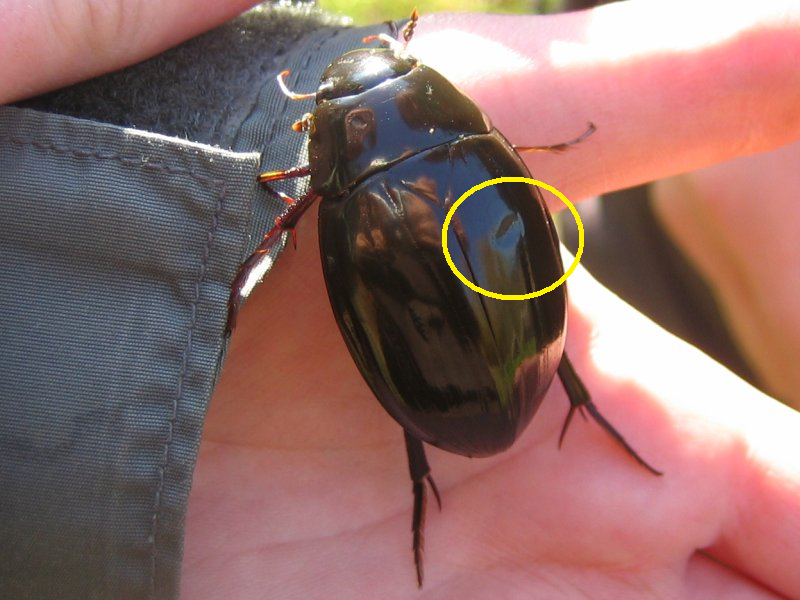
Een spinnende watertor kan vliegen maar komt soms hard neer, wat bij veel exemplaren resulteert in deuken.

De grote spinnende watertor is in vergelijking met andere in het water levende kevers een onhandige zwemmer die trappelende en schokkende zwembewegingen maakt. De kever beweegt zich meestal tussen de vegetatie en klampt zich aan de waterplanten vast. Op het land kan de kever al helemaal slecht uit de voeten, maar net als alle spinnende waterkevers kan de soort goed vliegen. De kever hijst zich dan, meestal 's nachts, uit het water en slaat de vleugels uit. Bij het vliegen wordt een duidelijk hoorbaar, brommend geluid gemaakt. Ze kunnen zich vliegend snel over grote afstanden verplaatsen en nieuwe gebieden koloniseren. De grote spinnende watertor zoekt naar oppervlaktewater en wordt daarbij aangetrokken door oppervlakken die het hemellicht weerspiegelen. Hierdoor wordt de kever ook aangetrokken door kunstlicht, en komt soms in vlindervallen terecht. Ook komen ze terecht op natte wegen, zwembaden, kassen en andere door de mens gemaakte structuren. Doordat soms een harde landing wordt gemaakt, zijn exemplaren met een ingedeukt lichaam bepaald geen uitzondering.

### Ademhaling
De grote spinnende watertor leeft vrijwel uitsluitend onder water maar moet, zoals alle kevers, atmosferische lucht ademen en kan geen zuurstof aan het water onttrekken. De meeste waterkevers dragen hiertoe onder water een luchtbel mee die wordt vastgehouden door de fijne beharing op de buikzijde. De grote spinnende watertor heeft een bijzondere techniek om lucht te verzamelen, en gebruikt de antennes letterlijk als snorkel. De antenne heeft een vorm die doet denken aan een in de lengte doorgesneden pijp, en is aan de binnenzijde bedekt met een fijne en waterafstotende beharing (setae). Het uiteinde van de antenne bestaat uit vier segmenten, waarvan het bovenste net boven water wordt gestoken. De overige drie segmenten worden tegen de voorste buikplaat of prosternum geknikt, zodat ze langs een kanaaltje achter de kop komen te liggen. Dit kanaaltje is net als de binnenzijde van de antennes bekleed met setae, zodat een waterdicht en waterafstotend tunneltje ontstaat. Door het uiteinde van de knotsvormige antenne boven water te steken komt de buitenlucht via het behaarde tunneltje in contact met de opgeslagen lucht onder de dekschilden en de buik, zodat deze kan worden ververst.

## Voortplanting en ontwikkeling

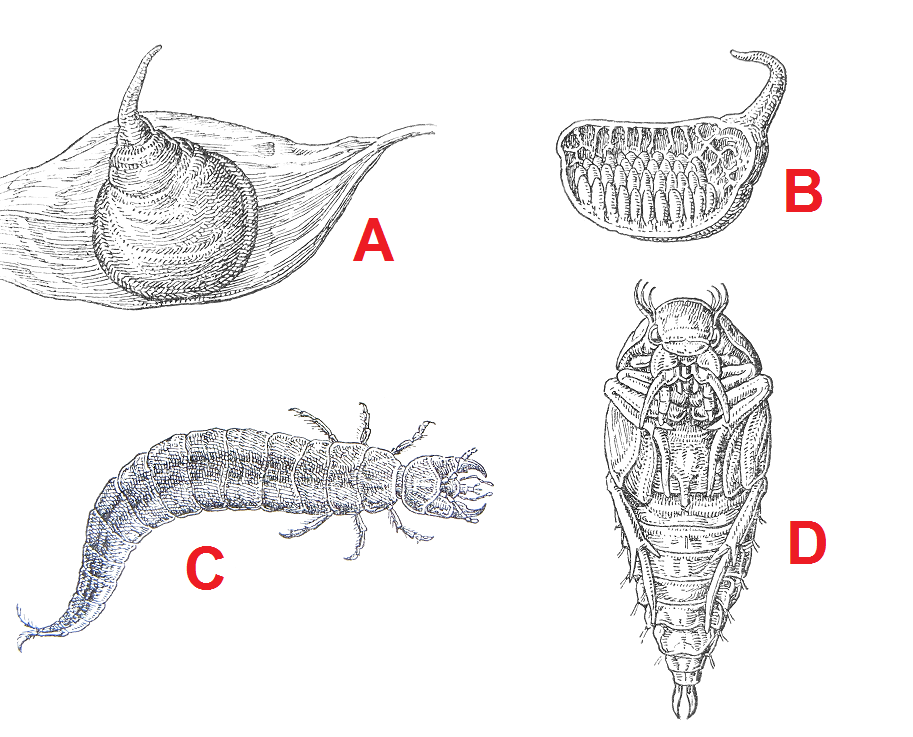
Levensstadia van de grote spinnende watertor

De voortplantingstijd vangt aan in de lente waarbij de mannetjes en de vrouwtjes elkaar opzoeken om te paren. 

### Ei
De grote spinnende watertor is eierleggend, het vrouwtje zet de eitjes af van de maanden april tot juni. De eieren worden verpakt in een in een waterdichte eiercocon, die wordt gemaakt van zijde. Bij andere ongewervelden, zoals rupsen en spinnen, komt het gebruik van een zijde-achtige substantie ook wel voor maar bij kevers is dit vrij uitzonderlijk. De cocon wordt aan de onderzijde van in het water drijvende bladeren bevestigd of tussen de waterplanten verankerd met zijdedraden. De cocon heeft een duidelijke uitstekende punt aan de bovenzijde en het geheel lijkt enigszins op een klein bootje. De cocon bestaat uit een tot twee centimeter lange, ovale structuur die opvalt door een opstaande 'steel'. Deze dient als luchtinlaat zodat de eieren van voldoende zuurstof worden voorzien. De eitjes worden in rijen onder in de cocon afgezet; een cocon bevat vijftig tot zeventig eieren.
De eitjes van de spinnende watertor kunnen niet in het water overleven, en als de steel langdurig onder water wordt gehouden verdrinken de embryo's. Om te voorkomen dat de steel van de cocon onder water raakt, wordt de cocon voorzien van een onsamenhangend spinsel aan de bovenzijde. Hierdoor wordt het zwaartepunt verlaagd en blijft de cocon beter op zijn plaats. Ondanks de complexiteit van de cocon is een vrouwtje in staat het geheel binnen drie uur op te bouwen.

### Larve

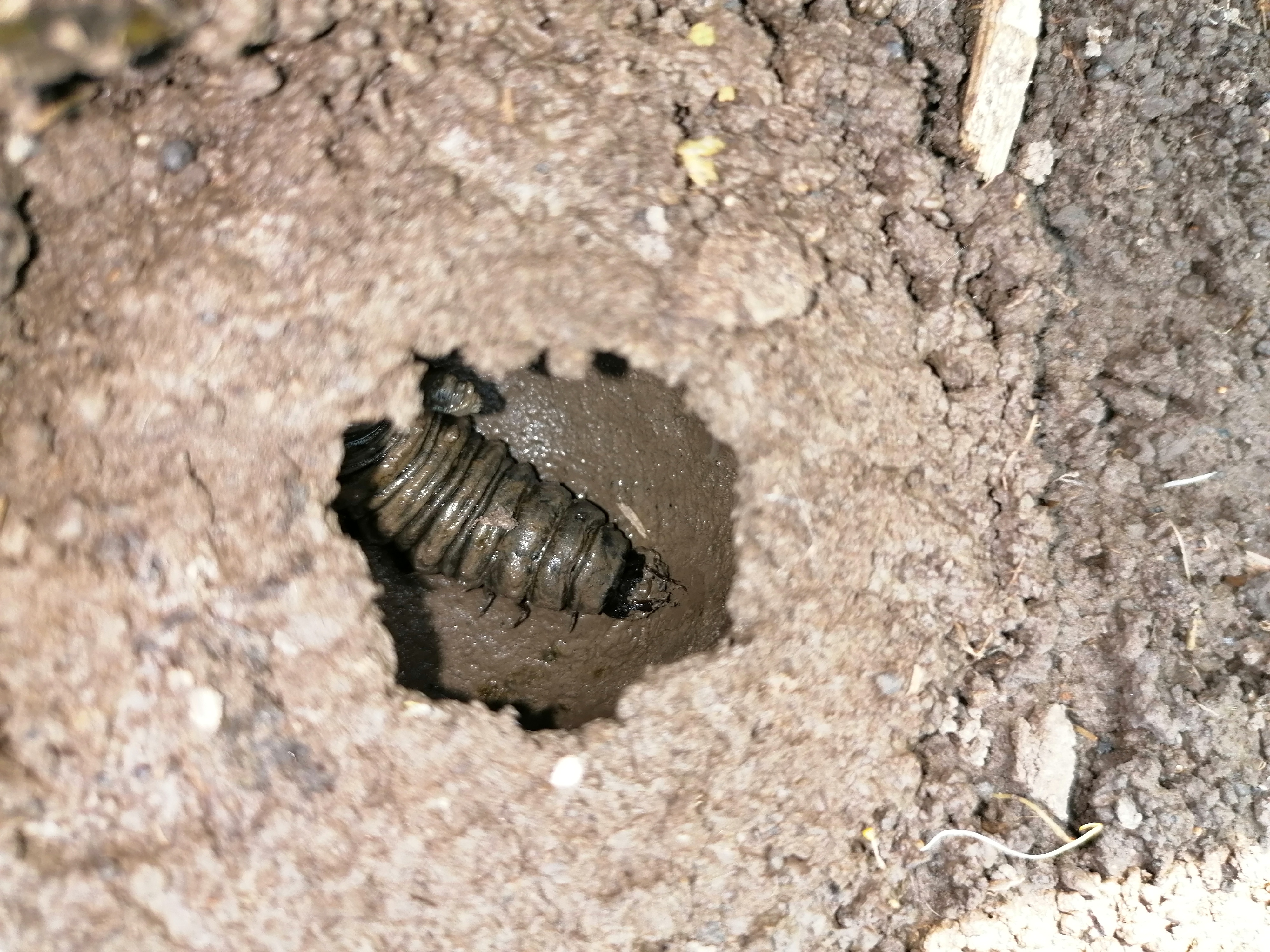
Een volgroeide larve begeeft zich in een popkamer of poppenwieg.

Als de larve uit het ei kruipt is het lichaam slechts enkele millimeters lang. De larve wordt na iedere vervelling steeds groter. De lichaamskleur is in eerste instantie bruin, maar een oudere larve heeft een meer zwarte kleur.
De ontwikkelde larve lijkt op een kruising tussen een worm en een rups. Het lichaam draagt drie gelede poten aan de voorzijde. Aan die zijde zitten ook de grote, zwarte en glanzende kaakdelen. Het achterlijf heeft meerdere rijen gepaarde segmentaanhangsels. Dit zijn de tracheekieuwen, waarmee de larve ademhaalt. Ze zijn lichter van kleur. De voorzijde van de larve is wat afgeplat, het lichaam is wat ronder, de achterzijde is puntachtig en draagt twee achterlijfsaanhangsels. Bij verstoring kan de larve piepende geluiden maken.

### Pop en imago
Uiteindelijk bereikt de larve een lengte van zes tot zeven centimeter voordat de verpopping plaatsvindt. Deze vindt plaats op het land. De larve kruipt vlak voor de verpopping op het droge en graaft een holletje met aan het eind een kleine popkamer, waarin de larve verpopt. Hiertoe wordt eerst een zijden cocon gesponnen ter bescherming. Alleen gedurende deze korte tijd is de larve buiten het water aan te treffen. Het dier is in staat om een relatief grote afstand af te leggen en kan tot 200 meter van het water worden aangetroffen. Na enige tijd komt de volwassen kever uit de popkamer tevoorschijn. 
De kevers kunnen tot maximaal drie jaar oud worden, de meeste exemplaren sterven echter tijdens hun eerste jaar, vlak na de voortplanting.

## Voedsel

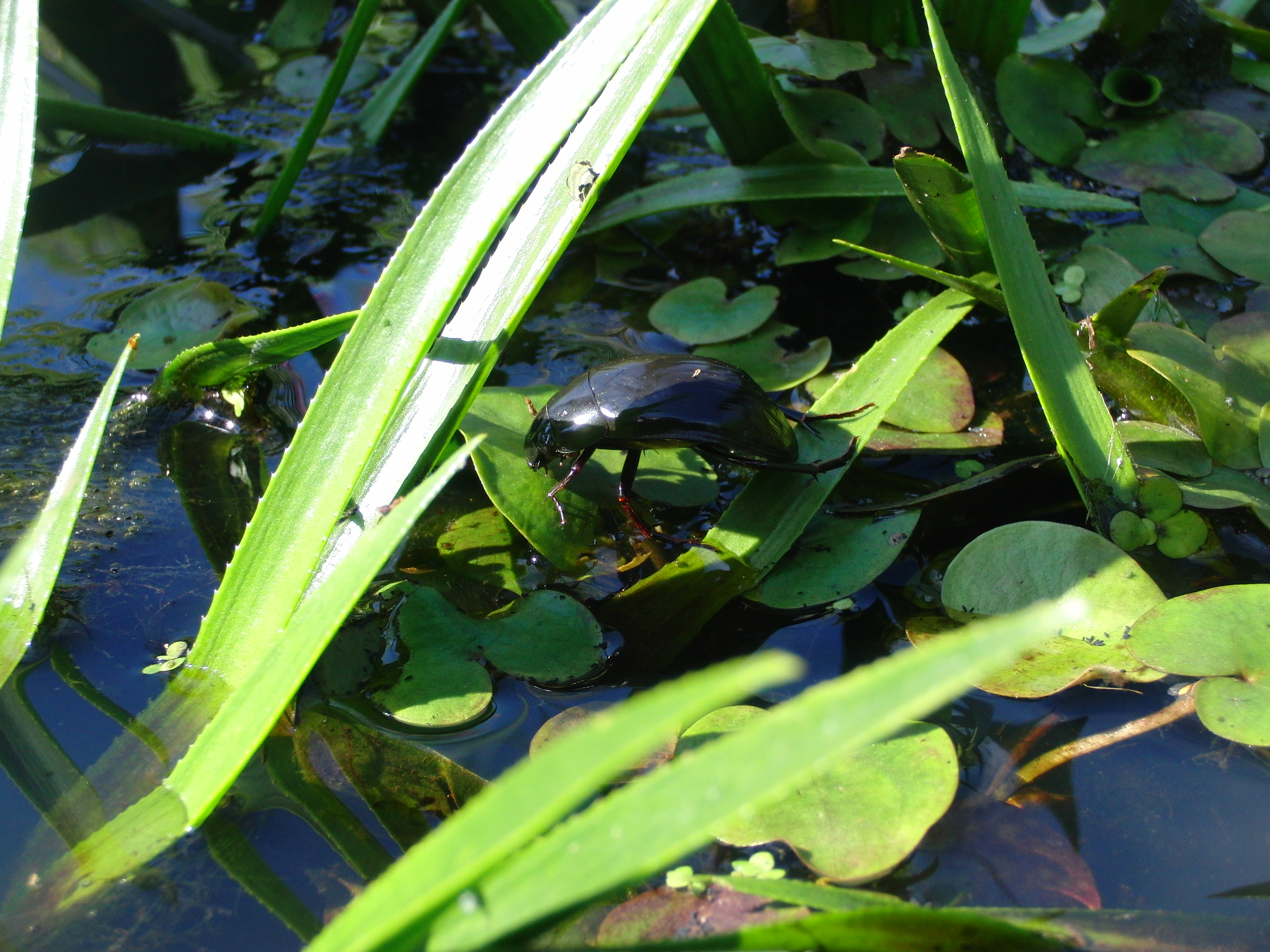
De grote spinnende watertor leeft in een plantenrijk milieu.

Wat betreft voedsel heeft de kever een nogal gespleten levenswijze: de larven zijn jagers die grote hoeveelheden prooien eten, maar de volwassen kevers zijn herbivoor en aaseters.
De larve is een vraatzuchtige rover die gespecialiseerd is in het eten van slakken. Ook andere prooien worden buitgemaakt, zoals kikkervisjes en zelfs kleine watersalamanders. Prooien worden waargenomen door de goed ontwikkelde reukzin. De larve grijpt een slak met de kaken en kromt de kop en het langwerpige halsschild naar achteren om de slak zo in een goede positie te krijgen om aan te vallen. Ondanks de behoorlijke lengte van de larve, zo'n zeven centimeter, worden relatief kleine prooien gegeten.
Veel juveniele stadia van waterinsecten hebben aanpassingen om prooien onder water te consumeren. De larve van de spinnende watertor heeft dergelijke aanpassingen echter niet. Als de larve zijn prooi onder water op zou eten, zou er zoveel water in het spijsverteringskanaal komen dat het voedsel sterk verdund wordt. Daarom moet de larve, met de prooi in de kaken, eerst langs waterplanten omhoog klimmen om de prooi boven het wateroppervlak met de monddelen te verkleinen en op te eten. Als de larve groter wordt kunnen ook grotere prooien worden overmeesterd, zoals grotere slakken. De larve steekt zijn kop in het slakkenhuis waardoor het lichaam de ingang gedeeltelijk afsluit van het water en de prooi kan worden opgegeten zonder dat deze gedeeltelijk met het water wordt weggevoerd.

## Vijanden en verdediging
Vijanden zijn rovende zoogdieren die in het water leven, zoals de otter en grote roofvissen. Ook vogels als de reiger pikken weleens een kever uit het water. Bij gevaar duikt de kever naar de bodem en verstopt zich in de modder of tussen de onderwatervegetatie. Indien de kever met een vijand wordt geconfronteerd kan een piepend geluid worden voortgebracht.
Als de kever door een mens wordt opgepakt zal het dier proberen te ontsnappen door zich met het gladde lijf en krachtige poten los te maken. Vanwege de sporen, de verharde en puntige pootaanhangsels, heeft de kever een goede grip. Indien de kever geen kant meer op kan, zal deze proberen te bijten wat bij de mens een wond kan veroorzaken. De vlijmscherpe kiel op de buikzijde kan de menselijke huid penetreren en dient eveneens vermeden te worden. Bij de larve ontbreekt deze kiel, maar de larve kan met de krachtige monddelen zo gemeen bijten dat men het zich nog lang zal heugen.

### Kaarten
- Kaarten met waarnemingen:

- België
- Nederland
- wereldwijd